# Пузаков Іван Дмитрович
Іван Дмитрович Пузаков (30 січня 1907, місто Тула, тепер Російська Федерація — 24 вересня 1983, місто Кишинів, тепер Молдова) — молдавський радянський державний і комуністичний діяч, секретар ЦК КП Молдавії, 1-й секретар Тираспольського окружного комітету КП Молдавії. Депутат Верховної Ради Молдавської РСР 3—4-го скликань. Член ЦК Комуністичної партії Молдавії.

## Життєпис
Народився в родині робітника-зброяра.
У 1931 році закінчив Московський індустріально-педагогічний інститут імені Карла Лібкнехта.
Член ВКП(б) з січня 1931 року.
З 1932 по 1941 рік — на педагогічній роботі в школах Москви, Свердловська і Тули.
У 1941—1943 роках — секретар Тульського міського комітету ВКП(б).
У 1943—1944 роках — слухач Вищої школи партійних організаторів при ЦК ВКП(б).
У 1944—1947 роках — 2-й секретар Оргіївського повітового комітету КП(б) Молдавії.
У 1947—1949 роках — відповідальний організатор ЦК КП(б) Молдавії.
У 1949—1951 роках — 1-й секретар Сороцького районного комітету КП(б) Молдавії.
У 1951—1952 роках — завідувач відділу науки та навчальних закладів ЦК КП(б) Молдавії.
У лютому 1952 — червні 1953 року — 1-й секретар Тираспольського окружного комітету КП Молдавії.
У 1953—1954 роках — 1-й заступник міністра культури Молдавської РСР.
7 липня 1954 — 18 січня 1956 року — секретар ЦК КП Молдавії.
У 1957—1977 роках — проректор Вищої партійної школи при ЦК КП Молдавії.
З 1977 року — персональний пенсіонер союзного значення. Помер 24 вересня 1983 року в Кишиневі.

## Нагороди
- орден Трудового Червоного Прапора
- орден Дружби народів (1977)
- орден «Знак Пошани»
- медалі